# Piper constanzanum
Piper constanzanum är en pepparväxtart som beskrevs av Ignatz Urban. Piper constanzanum ingår i släktet Piper och familjen pepparväxter. Inga underarter finns listade i Catalogue of Life.